# Нешвиц
Нешвиц или Не́свачидло (нем. Neschwitz; в.-луж. Njeswačidłoо файле) — община в Германии, в земле Саксония. Подчиняется административному округу Дрезден. Входит в состав района Баутцен. Подчиняется управлению Нешвиц. Население составляет 2485 человек (на 31 декабря 2010 года). Занимает площадь 45,99 км².
Входит в состав культурно-территориальной автономии «Лужицкая поселенческая область», на территории которой действуют законодательные акты земель Саксонии и Бранденбурга, содействующие сохранению лужицких языков и культуры лужичан. Официальным языком в населённом пункте, помимо немецкого, является лужицкий.

## Население
| Год  | Численность | Численность |
| ---- | ----------- | ----------- |
| 2017 | 2450        | [ 1 ]       |
| 2019 | 2425        | [ 5 ]       |
| 2021 | 2396        | [ 6 ]       |
| 2022 | 2396        | [ 7 ]       |
| 2023 | 2362        | [ 2 ]       |

## Сельские округа
Община подразделяется на 17 сельских округов:
- Вайдлиц (Wutołčicy)
- Добершюц (Dobrošicy)
- Зарич (Zarěč)
- Ибигау (Wbohow)
- Каслау (Koslow)
- Кляйнхольша (Mały Holešow)
- Криниц (Króńca)
- Лиссахора (Liša Hora)
- Лога (Łahow)
- Ломске (Łomsk)
- Луга (Łuh)
- Нешвиц
- Нойдорф (Nowa Wjes)
- Панневиц (Banecy)
- Хольша (Holešow)
- Хольшдубрау (Holešowska Dubrawka)
- Цеша (Šešow)